# Guglielmo Cazzulani
Guglielmo Cazzulani (Milano, 15 dicembre 1967) è un presbitero, teologo e saggista italiano.

## Biografia
Ordinato sacerdote il 27 giugno 1992, è stato vicario parrocchiale a Codogno, Brembio e Paullo e collaboratore pastorale a Zelo Buon Persico e Caselle Lurani. Attualmente è parroco della chiesa di San Bernardo di Lodi. Ha conseguito il dottorato in teologia presso la Pontificia Università Gregoriana di Roma nel 1998. Dal 2003 al 2005 è stato direttore spirituale del Seminario Vescovile di Lodi e dal 2009 è docente di teologia spirituale all'Istituto di scienze religiose di Crema. Inoltre ha ricoperto diversi incarichi nella diocesi di Lodi, come vice assistente diocesano di Azione Cattolica per il settore giovani, assistente della Consulta diocesana delle aggregazioni laicali, assistente diocesano unitario di Azione Cattolica e delegato diocesano Fies.

## Opere
- Quelli che amano conoscono Dio. La teologia della spiritualità cristiana di Giovanni Moioli (1931-1984), Edizioni Glossa, 2002.
- Giovanni Moioli. Gesù di Nazareth, il cristiano e la storia, In Dialogo, 2002.
- Un giro di valzer con Dio. Pregare i salmi da laici, Àncora, 2006.
- Solo l'amore sa perdere. Lectio del Vangelo di Marco, Àncora, 2011.
- Dopo lunga schiavitù. Incontri di guarigione nel Vangelo di Marco, Edizioni Messaggero, 2012.
- A Oriente dell'Eden. Dialoghi e mediazione tra Vangelo e culture, Edizioni Paoline, 2012.
- Non sembrava nemmeno Dio. Parole sul mistero del Natale, Àncora, 2012.
- Con il Vangelo in tasca. Escursioni domenicali. Anno A. Matteo, Àncora, 2013.
- 24 minuti a Natale. Dio si avvicina, Àncora, 2013.
- Con il Vangelo in tasca. Escursioni domenicali. Anno B. Marco, Àncora, 2014.
- Con il Vangelo in tasca. Escursioni domenicali. Anno C. Luca, Àncora, 2015.
- Dietro a me. Storia dei primi quattro apostoli, Àncora, 2016.
- Tra le strade della mia gente. Storie che capitano in parrocchia, Àncora, 2017.